# Minilimosina furculisterna
Minilimosina furculisterna är en tvåvingeart som först beskrevs av Deeming 1969.  Minilimosina furculisterna ingår i släktet Minilimosina och familjen hoppflugor.
Artens utbredningsområde är Nepal. Inga underarter finns listade i Catalogue of Life.